# Пунктограма
Пунктогра́ма (від лат. punctum — крапка) — вживання розділового знака, яке відповідає правилу пунктуації. Термін можна також застосовувати як назву оформленої розділовим знаком синтаксичної одиниці, тобто коли йдеться про пунктуаційно оформлене речення або його частину.

## Шкільна практика
У шкільній практиці термін «пунктограма» часом заміняють синонімічним терміном — «пунктуаційне правило». У навчально-методичній літературі замість терміна «пунктограма» іноді використовують інший синонімічний термін – «орфограма».
Шкільна програма передбачає перелік пунктограм для кожного класу.

## Приклади
- Пунктограма оформляє кінець речення. Використовуються розділові знаки крапка, знак оклику, знак питання або поєднання цих знаків.
- Пунктограма оформляє звертання: виділення комами, знаком оклику.
- Пунктограма може позначати відсутність розділових знаків: між підметом і присудком; між однорідними членами речення, поєднаними сполучником і, або, чи.